# Merinolandschaf
Das Merinolandschaf (oder Württemberger) zählt zur Rasse der Merinoschafe. Es ist mit etwa 30 % des Schafbestandes das am häufigsten gezüchtete Nutzschaf Deutschlands.

## Geschichte
Die ersten Merinoschafe stammen von den Berbern in Nordafrika und kamen im 12. Jahrhundert nach Spanien. Ausgangspunkt der Zucht von Merinoschafen in Deutschland bildete der Import wanderfähiger, spanischer Feinwollschafe (spanisch: Ovejas merino) um 1765 nach Deutschland (Sachsen). Dort wurden sie aufgrund ihrer vorteilhaften Eigenschaften mit einigen Landschafrassen gekreuzt. Herzog Carl Eugen ließ 1786 zur Förderung der Viehzucht in Württemberg 104 spanische und französische Merinoschafe mit Zaupelschafen kreuzen. Das Ziel war, die Wolle der heimischen Landschafe zu verfeinern. Die Zucht gelang: Das robuste und genügsame Württemberger Landschaf entstand. Die Schafzucht lieferte den Rohstoff für die Textilindustrie. Und es entstanden im Wesentlichen drei Rassen:
- Merinolandschaf
- Merinolangwollschaf
- Merinofleischschaf

Zum einen sind die Merinolandschafe wegen ihrer feinen und schnell wachsenden Wolle beliebte Wolllieferanten. Andererseits sind sie sehr widerstandsfähig und haben eine hohe Gewichtszunahme bei hoher Aufzuchtrate, was eine wirtschaftliche Lammfleischproduktion erlaubt.

## Zuchtziel
Zuchtziel ist damals wie heute ein möglichst widerstandsfähiges, marschfähiges und fruchtbares Woll- und Fleischschaf zu züchten.
Die Wollleistung beträgt beim Bock 6,5 bis 7,5 Kilogramm Schweißwolle, beim Mutterschaf sind es zwischen 4,0 und 4,5 Kilogramm. Die Wollfeinheit liegt bei 26–28 Mikrometer. Die Ausbeute liegt bei etwa 50 %.
Die Mastleistung liegt bei Böcken zwischen 130 und 160 Kilogramm und reicht bei Mutterschafen von 70 bis 100 kg. Die tägliche Zunahme liegt zwischen 400 und 450 Gramm und die Schlachtausbeute bei 50 %.